# Betszeba wychodząca z kąpieli
Betszeba wychodząca z kąpieli (niderl. Koning David bespiedt de badende Batseba) – obraz olejny na desce niderlandzkiego malarza niemieckiego pochodzenia Hansa Memlinga, przechowywany obecnie w Galerii Państwowej w Stuttgarcie.

## Opis
Obraz jest częścią większego dzieła podzielonego z niewiadomych przyczyn w XVII wieku. Do obecnych czasów zachowały się jedynie dwa fragmenty. Pierwszy przedstawia Batszebę wychodzącą z kąpieli, a drugi, pochodzący z lewego górnego rogu obrazu, jej męża, króla Dawida wraz z chłopcem stojącym w krużganku pałacu. Malowanie aktów kobiecych nie było dla Memlinga niczym nowym ani niezwykłym dla ówczesnego malarstwa niderlandzkiego. W tym samym roku namalował akt kobiety przeglądającej się w lustrze pt. Próżność. Już wcześniejsi artyści tacy jak Jan van Eyck czy Rogier van der Weyden byli autorami portretów z wątkami erotycznymi. Pierwszy namalował obraz Kąpiel kobiet, drugi dzieło, na którym dwaj młodzieńcy podglądają przez szparę kobiety.